# ريدج ريسر 2 (لعبة فيديو 2006)
ريدج ريسر (بالإنجليزية: Ridge Racer)‏، هي لعبة فيديو إلكترونية من نوع سباقات السيارات، صدرت في الأسواق سنة 2004، من تطوير ونشر شركة نامكو، حيث تعمل على منصة بلاي ستيشن بورتبل الحصرية.